# Lijst van aartsbisschoppen van Bari-Bitonto
Hieronder volgt een lijst van (aarts)bisschoppen van Bari, aartsbisschoppen van Bari en Canosa en aartsbisschoppen van Bari-Bitonto.
Het huidige aartsbisdom Bari-Bitonto ontstond op 30 september 1986.

## Bisschoppen van Bari
- 1e eeuw: Heilige Maurus
- 2e eeuw: Gerontius
- 4e eeuw: Gervasius
- 465: Concordius

## Aartsbisschoppen van Bari
- 530: Petrus I
- 596–610: Marcus
- 610–634: Julius
- 634–653: Stephanus
- 653–681: Ursus
- 681–688: Trasmundus
- 688–694: Rodecautus
- 694–753: Bursa
- 753–758: Maurentianus
- 759–761: Andreas I
- 762–780: Rodoaldus I
- 781–?: Leo
- ?–821: Petrus II
- 821–828: Sebastianus
- 828–840: Jacobus I
- 843–854: Rodoaldus II

## Aartsbisschoppen van Bari en Canosa
- 855–876: Angelarius
- 877–891: Dominicus
- 892–905: Johannes I
- 906–912: Guitpardus
- 912–918: Rodericus
- 919–923: Johannes II
- 924–931: Alsarius
- 931–952: Petrus III
- 952–978: Johannes III
- 978–988: Paulus
- 988–1006: Chrysostomus
- 1006–1025: Johannes IV
- 1025–1035: Bisantius
- 1035: Romualdus I
- 1035–1061: Nicolaus I
- 1062–1078: Andreas II
- 1078–1089: Ursus II
- 1089–1105: Helias
- 1112–1118: Riso
- 1118–1126: Walter
  - 1105–1123: Eustasius
- 1126–1128: Matthaeus
- 1128–1137: Angelus
- 1137–1151: Johannes
- 1151–1171: Johannes V
- 1171–1188: Rainaldus (daarvoor elect van Gaeta; kardinaal)
- 1189–1207: Doferius
- 1207–1213: Berardus de Castanea (vervolgens aartsbisschop van Palermo)
- 1216–1225: Andreas III
- 1226–1251: Marino Filangieri
- 1252–1258: Enrico Filangieri (neef van zijn voorganger)
- 1259–1280: Giovanni Saracenus de Urbe
- 1282–1309: Romoaldo Griso
- 1310–1337: Landolfo I
- 1337–1347: Ruggiero Sanseverino
- 1347–1367: Bartolomeo Carafa
- 1367–1377: Niccolò Brancaccio (ook bisschop van Cosenza)
- 1377–1378: Bartolomeo Prignano, later paus Urbanus VI
- 1378–1381: Landolfo II Maramaldo
- 1384–1400: Giacomo Carafa
- 1400–1424: Nicola Pagano
- 1425–1453: Francesco d'Ayello
- 1453–1454: Guido Guidano
- 1454–1472: Latino Orsini
- 1472–1493: Antonio d'Ayello
- 1493–1513: Giovanni Giacomo Castiglione
- 1513–1530: Stefano Gabriele Merino (ook bisschop van León)
- 1530–1540: Girolamo Grimaldi
- 1540–1550: Girolamo Sauli
- 1550–1562: Giacomo Puteo
- 1562–1592: Antonio Puteo
- 1592–1602: Giulio Cesare Riccardi
- 1602: Giulio C. Riccardi
- 1602–1604: Bonviso Bonvisi
- 1604–1606: Galeazzo Sanvitale
- 1606–1613: Decio Caracciolo Rosso
- 1613–1638: Ascanio Gesualdo
- 1638–1665: Diego Sersale
- 1666–1683: Giovanni Granafei
- 1684–1691: Tommaso Ruffo
- 1691–1698: Carlo Loffredi
- 1698–1728: Muzio Gaeta Senior
- 1728–1734: Michael Karl von Althann (vervolgens bisschop van Vác)
- 1735–1754: Muzio Gaeta Junior
- 1754–1770: Luigi D'Alessandro
- 1770–1777: Gennaro Pignatelli
- 1778–1780: Giambattista Ettore Caracciolo
  - sedisvacatie
- 1792–1804: Gennaro Maria Guevara
- 1805–1818: Baldassarre Mormile (ook aartsbisschop van Capua)
- 1818–1823: Nicola Coppola (ook bisschop van Nola)
- 1823–1858: Michele Basilio Clary
- 1858–1886: Francesco Pedicini
  - 1886–1887: Casimiro Gennari (Apostolisch Administrator)
- 1887–1897: Enrico Mazzella
- 1898–1924: Giulio Vaccaro
- 1924: Pietro Pomares y de Morant
- 1925–1933: Augusto Curi
- 1933–1952: Marcello Mimmi (ook aartsbisschop van Napels)
- 1952–1973: Enrico Nicodemo
- 1973–1977: Anastasio Alberto Ballestrero (ook aartsbisschop van Turijn)
- 1977–1982: Andrea Mariano Magrassi

## Aartsbisschoppen van Bari-Bitonto
- 1982–1999: Andrea Mariano Magrassi
- 1999–heden: Francesco Cacucci